# Firenze (canzone triste)
Pour les articles homonymes, voir Firenze.
Singles de Ivan Graziani
Agnese
(1979) Pasqua
(1981)
Firenze (canzone triste) (traduction littérale : « Florence (chanson triste) ») fait partie avec Angelina du 7e single de l'auteur-compositeur-interprète italien  Ivan Graziani, publié en 1980 peur la maison d'édition Numero Uno.
Les textes et la musique sont de Ivan Graziani, la chanson se classe 7e au hit parade italien en novembre 1980.
Le 22 aout 2019, le journal La Repubblica sélectionne le titre parmi les 10 chansons plus belles concernant Florence et les soumet à un sondage en ligne aux lecteurs.

## Thème
La scène se situe à Florence. La chanson raconte une histoire d'amour malheureuse impliquant trois étudiants vivant dans une ville où ils sont présents pour des raisons d'études. La ballade se déroule dans un dialogue continu entre le narrateur et « Barbarossa », surnom de l'étudiant irlandais en philosophie, tous deux amoureux d'une fille qui finit par jeter ses dessins dans l'Arno et rentre chez elle par nostalgie 
« io sono nata da una conchiglia... la mia casa è il mare con un fiume non la posso cambiare »
— Ivan Graziani, Firenze canzone triste

« je suis née d'un coquillage... ma maison est la mer et avec un fleuve je ne peux pas la changer »
— Firenze canzone triste
. Quand Barbarossa retournera en Irlande avec son diplôme en philosophie, il n'y aura plus personne pour lui parler d'elle et ce sera comme si elle n'avait jamais existé. 

### Face «A»
1. Firenze (canzone triste) : 5:00

### Face «B»
1. Angelina : 3:58